# ساولو (لاعب كرة قدم)
ساولو (بالبرتغالية: Saulo Squarsone Rodrigues dos Santos‏) هو لاعب كرة قدم برازيلي في مركز حراسة المرمى، ولد في 10 أغسطس 1985 في سالتو في البرازيل. لعب مع سانتو أندريه ونادي أودينيزي ونادي إيتوانو ونادي سانتوس ونادي ساو كايتانو ونادي كريسيوما.

## وصلات خارجية
- ساولو (لاعب كرة قدم) على موقع إي إس بي إن إف سي (الإنجليزية)
- ساولو (لاعب كرة قدم) على موقع قاعدة بيانات كرة القدم.إي يو (الإنجليزية)
- ساولو (لاعب كرة قدم) على موقع عالم كرة القدم.نت (الإنجليزية)